# Stazione di Adelaide Parklands
La stazione di Adelaide Parklands (in inglese: Adelaide Parklands Terminal) è una stazione ferroviaria di Adelaide, in Australia. Si trova nel sobborgo di Keswick, immediatamente ad ovest della parte sud dell'Adelaide Parklands.
All'apertura della stazione, questa era nota come Keswick Rail Terminal, ed è stata rinominata nel giugno del 2008.
Il terminal è stato costruito nel 1984, ed è stato dedicato ai treni a lunga percorrenza, quando la stazione ferroviaria di Adelaide è stata convertita per i treni suburbani.
Dal 1990 non ci sono treni passeggeri regionali, quindi il terminal serve solo i treni a lunga percorrenza The Overland per Melbourne, The Ghan per Alice Springs e Darwin, e l'Indian Pacific per Sydney e Perth.